# Air Liquide
Air Liquide (Эр Ликѝд) — французская химическая компания, специализирующаяся на технических газах. Air Liquide представлена в 75 странах мира. В списке крупнейших компаний мира Forbes Global 2000 за 2022 год заняла 264-е место.

## История
Компания была основана во Франции в середине 1902 года Жоржем Клодом и Полем Делормом для коммерческой реализации технологии разделения компонентов сжиженного воздуха. К 1906 году компания начала приносить прибыль, в этом году были открыты заводы в Бельгии и Бразилии, в 1910 году — в Испании, в 1911 году — в Японии, в 1913 году — Канаде и Швеции. В 1920 годах заводы компании появились в Греции, Сингапуре, Гонконге, Малайзии, Португалии и Сенегале. В 1943 году компанией при участии Жак-Ива Кусто был создан прототип акваланга. По окончании Второй мировой войны Жорж Клод был осуждён за сотрудничество с режимом Виши.
В 1969 году была создана дочерняя компания в США, а в 1986 году была куплена техасская компания Big Three Industries (за 1,6 млрд долларов); эта покупка сделала Air Liquide вторым крупнейшим производителем технических газов в США, доля американского рынка в выручке компании выросла до 20 %. Ещё одним приобретением 1986 года была французская компания SEPPIC. В 1995 году была создана Air Liquide Health для поставок медицинских газов.
В 2016 году была куплена американская компания Airgas, сумма сделки составила 13,4 млрд долларов.

## Собственники и руководство
Акции Air Liquide котируются на Парижской фондовой бирже и входят в индексы CAC 40 и Dow Jones Euro Stoxx 50.
Бенуа Потье (Benoît Potier, род. в 1957 году) — председатель совета директоров и главный исполнительный директор с 2006 года, в компании с 1981 года. Также член совета директоров Danone и наблюдательного совета Siemens, член Европейского круглого стола промышленников.

## Деятельность
Главным направлением деятельности компании является производство технических газов: кислорода, азота, аргона, водорода, угарного газа.
Основные подразделения по состоянию на 2021 год:
- Крупная промышленность — технические газы для крупных предприятий химической, нефтеперерабатывающей, металлургической промышленности и энергетики по долгосрочным контрактам; 30 % выручки.
- Промышленная торговля — продажа технических газов малым и средним предприятиям; 40 % выручки.
- Здравоохранение — поставка медицинских газов (кислород, оксиды азота, ксенон) и оборудования, предоставление услуг больницам и пациентам на дому; снабжение сырьём предприятий фармацевтической, косметической и пищевой отраслей; 16 % выручки.
- Электроника — сверхчистые газы-переносчики (в основном азот) и специальные газообразные материалы, применяемые для производства микросхем; 9 % выручки.
- Проектирование и строительство — строительство предприятий по производству технических газов, выпуск оборудования для них; 2 % выручки.

Основные регионы деятельности:
- Европа — выручка 8,32 млрд евро (Франция — 3,04 млрд);
- Америка — выручка 8,45 млрд евро (США — 7,22 млрд);
- Азиатско-Тихоокеанский регион — выручка 4,79 млрд евро;
- Ближний Восток и Африка — выручка 0,72 млрд евро.

Научно-исследовательские центры компании находятся в Париже, Гренобле, Франкфурте, Делавэре, Шанхае и Токио.
|                     | 2012  | 2013  | 2014  | 2015  | 2016  | 2017  | 2018  | 2019  | 2020  | 2021  |
| ------------------- | ----- | ----- | ----- | ----- | ----- | ----- | ----- | ----- | ----- | ----- |
| Оборот              | 15,33 | 15,23 | 15,36 | 15,82 | 18,13 | 20,35 | 21,01 | 21,92 | 20,49 | 23,33 |
| Чистая прибыль      | 1,591 | 1,640 | 1,665 | 1,756 | 1,844 | 2,200 | 2,113 | 2,242 | 2,435 | 2,572 |
| Собственный капитал | 10,19 | 10,63 | 11,54 | 12,41 | 16,74 | 16,32 | 17,78 | 18,87 | 18,54 | 21,46 |

## Air Liquide в России
Компания работает в России с 1989 года, первоначально открыв представительство по продаже оборудования для производства технических газов. В 2005 году было основано ООО «Эр Ликид», российское подразделение по поставкам технических газов. На настоящий момент компания осуществляет эксплуатацию 18 производственных площадок в различных регионах России (Вологодская, Саратовская, Нижегородская, Рязанская, Тюменская, Кемеровская, Сахалинская области, Москва, Санкт-Петербург). Свыше 600 сотрудников отвечают за поставку продуктов и услуг более 1800 российских и международных потребителей.